# Francisco Femenía
Francisco Femenía Far, mais conhecido como Kiko Femenía (Sanet y Negrals, 2 de fevereiro de 1991) é um futebolista espanhol que atua como lateral-direito. Atualmente, joga pelo Getafe.

## Títulos
Alavés
- Vice Copa del Rey: 2016–17.[2]